# Zevenhuizen (Texel)
Zevenhuizen is een buurtschap in de gemeente Texel in de Nederlandse provincie Noord-Holland.
De buurtschap Zevenhuizen ligt precies tussen Oosterend en  Oost op het waddeneiland Texel. Het begon als dorp aan het eind van de 14e eeuw met een eigen kerk voor de zeven huizen die erin stonden. Echter in 1408 gaf de kerkelijke overheid toestemming het altaar te verplaatsen naar een belangrijker dorp. Ook de kerk verdween niet veel later; Zevenhuizen verloor de benaming dorp en werd een buurtschap.
Een bekend persoon uit Zevenhuizen is Thijs Hendriksz. Smit (1853-1943); de man kwam oorspronkelijk uit Zuid-Eierland. Hij stond bekend om het dragen van klederdracht, hij wilde echter niet op de foto. Van de paar foto's die wel van hem werden genomen belandden de meeste op prentbriefkaarten.
|             |  |  |
| Zevenhuizen |  |  |

Dorpen en gehuchten: 't Horntje · De Cocksdorp · De Koog · De Waal · Den Burg · Den Hoorn · Oosterend · Oudeschild

Buurtschappen: Bargen · Burger Nieuwland · De Kuil · De Naal ·  De Nes · De Westen · Dijkmanshuizen · Driehuizen · Harkebuurt · Het Noorden · Midden-Eierland · Molenbuurt · Nieuweschild · Noord Haffel · Noorderbuurt · Ongeren · Oost · Spang · Spijkdorp · Tienhoven · Westergeest · Westermient · Zevenhuizen · Zuid-Eierland · Zuid Haffel

Noord-Holland: Steden en dorpen in Noord-Holland      Nederland: Provincies · Gemeenten